# Teste de inteligență

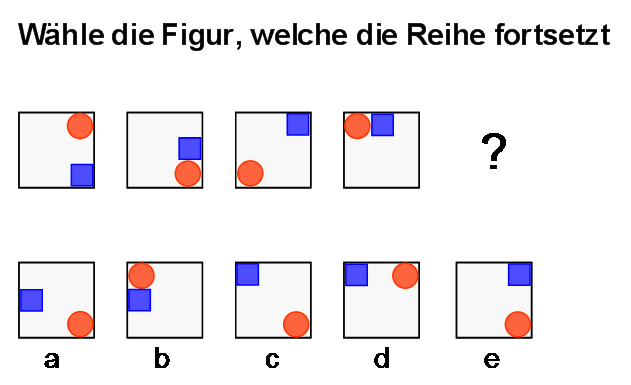
Testul matriță - Care figură urmează ?

Testul de inteligență este o metodă care face parte din diagnosticul psihologic, ea stabilește gradul de inteligență al al unei persoane. Aceste teste pot stabili capacitatea cognitivă în viața de toate zilele a individului. Ele pot prevedea succesul sau eșecul persoanei examinate în urmarea unor școli sau în exercitarea unor anumite profesii. De asemenea sunt măsuri ajutătoare în stabilirea unor boli psihice ca demența. Cel mai cunoscut dintre aceste metode este stabilirea Coeficientului de inteligență (IQ). 